# تترای مارمولکی
تترای مارمولکی یا تترای مارمولکی خط قرمز (نام علمی: Iguanodectes geisleri)، گونه ای از ماهی‌های آب شیرین بومی آمریکای جنوبی است. این گونه کوچک، عمدتاً گیاهخوار و بعضاً نیز همه چیزخوار است که زندگی در دسته جات و گروه و آبهای نسبتاً کم عمق به ویژه در آبهای تیره و سیاه را دوست دارد. برخی از جنبه‌های طرح بدن آن از جمله موقعیت و طول باله مقعدی در میان جنس آن منحصر به فرد است،
بیشتر ویژگی‌های رفتاری تترا مارمولکی در اسارت و آکواریم مشاهده و شناخته شده است، اما تحقیقات نسبتاً محدود در محیط‌های وحشی با آنچه که ماهی داران به آنها اشاره کرده‌اند، مطابقت دارد. در سالهای اخیر شکار بیش از حد آنها موجب نگرانی شده است.

## شرح
تترا مارمولکی یک ماهی نسبتاً کوچک است که حداکثر طول آن به ۵٫۵ سانتی‌متر (۲٫۲ اینچ) می‌رسد. این گونه دارای یک نوار جانبی افقی است که به سه رنگ تقسیم می‌شود، در بالا رنگ قرمز، وسط به رنگ زرد متمایل به سبز و در پایین برنگ سیاه و بصورت کلی رنگ ماهی رنگی متمایل به زرد است. از رنگهای نوار جانبی این گونه می‌توان آن را از گونه مشابهش Iguanodectes adujai تشخیص داد که نوار جانبی آن متشکل از قرمز و زرد متمایل به سبز است و زیر خط مشکی ندارد.
Iguanodectes geisleri چندین ویژگی شناسایی دیگر دارد. ۲۰–۲۵ پرتو باله مقعدی وجود دارد که کمتر از گونه‌های دیگر است و منشأ باله پشتی در وسط بدن قرار دارد که منحصر به I. geisleri در داخل Iguanodectes به عنوان یک جنس است. باله مقعدی نسبتاً کوتاه نیز منحصر به فرد است.

## پراکندگی و زیستگاه
تترا مارمولکی خط قرمز بومی حوضه‌های رودخانه‌های مادیرا، سیاه و اورینوکو است. دو مورد اول در برزیل و رود دومی در ونزوئلا واقع شده‌اند. گونه موجود در برزیل بومی رود کوچکی به نام ایگاراپه د پاریسا (Igarapé de Paricá) شاخه ای از رودخانه ریو جافاری (Rio Jufari) است. این گونه تا حد زیادی در زیستگاه‌هایی با آب سیاه دیده می‌شود.

## وضعیت حفاظت
این گونه توسط اتحادیه بین‌المللی حفاظت از طبیعت(IUCN) ارزیابی نشده است. زیستگاهی با گستره وسیع، مزیت خوبی از نظر بقای جمعیت برای این گونه محسوب می‌شود. با این وجود، زیستگاه‌های آب شیرین در آمریکای جنوبی، تحت فشار دائمی منابع انسانی، از جمله توسعه زیرساخت‌ها مانند سدهای برق آبی و اختلالات و نوسانات شیمیایی آب به دلیل عملیات معدنکاری غیرقانونی قرار دارند. به‌طور خاص، تالاب‌هایی که زیستگاه تترا مارمولکی هستند به علت دلایل ذکر شده در بالا، در وضعیت شکننده ای قرار دارند.